# Ida Elisabeth Hallgren
Ida Elisabeth Hallgren, född 2 maj 1868 i Jönköping, död där 21 november 1934, var en svensk konstnär och konstpedagog.
Hallgren var dotter till disponenten vid Jönköpings tändsticksfabrik August Hallgren och konstnären Wilhelmina Christina Lundberg samt syster till Anna och Sigrid Hallgren. Hon drev under flera år Hallgrens målarskola på Barnarpsgatan i Jönköping. Ida Elisabeth Hallgren är begraven på Slottskyrkogården i Jönköping. 